# Diasia
Recibía el nombre de Diasia una de las más antiguas fiestas de Atenas, celebrada en honor de Zeus Miliquio el día 23 del mes de antesterión (se corresponde con el actual 14 de marzo). 
Los sacrificios ofrecidos tenían un carácter misterioso y se hacían después de la puesta del sol o por la noche. El sacrificio público, dirigido por el arconte rey, era seguido de ceremonias religiosas a las que acudía todo el pueblo ático. Se celebraban según un texto de Tucídides en las afueras de la ciudad, probablemente en las orillas del Iliso, cerca del templo de Zeus Olímpico.
Los animales ofrecidos a Zeus eran corderos y carneros y, principalmente, cerdos, lo mismo que Deméter, Coré y otras divinidades de los misterios.
La gente pobre que no podía ofrecerle los animales indicados le llevaba pasteles que tuviesen aquella forma.
El carácter de los sacrificios a Zeus era esencialmente propiciatorio seguido del holocausto, es decir, de la cremación completa del animal, sin reservarse nada para aprovecharlo. También se supone que estaba prohibido el vino en las libaciones y que solo se tomaba agua pura o agua con miel.
Durante las fiestas se regalaban juguetes a los niños, especialmente cochecillos, y en la época grecorromana se celebraban concursos literarios y se leían obras.